# Poveljstvo Kopenske vojske Združenih držav Amerike za Tihi ocean
Poveljstvo Kopenske vojske Združenih držav Amerike za Tihi ocean (angleško United States Army Pacific; kratica USARPAC) je poveljstvo Kopenske vojske ZDA, ki pokriva Tihi ocean.